# Strabomantis zygodactylus
Strabomantis zygodactylus es una especie de anfibio anuro de la familia Craugastoridae.

## Distribución geográfica
Esta especie es endémica del oeste de Colombia. Habita entre los 230 y 800 m de altitud en los departamentos de Antioquia, Risaralda, Chocó y Valle del Cauca.

## Descripción
Los machos miden de 39.6 a 54.1 mm y las hembras de 76.5 a 83.8 mm.

## Publicación original
- Lynch & Myers, 1983 : Frogs of the fitzingeri group of Eleutherodactylus in eastern Panama and Chocoan South America (Leptodactylidae). Bulletin of the American Museum of Natural History, vol. 175, n.º 5, p. 481-568[5]